# 道の駅丹後王国「食のみやこ」
道の駅丹後王国「食のみやこ」（みちのえき たんごおうこく しょくのみやこ）は、京都府京丹後市弥栄町鳥取にある京都府道53号網野岩滝線の道の駅である。

## 概要
1998年（平成10年）、旧弥栄町に京都府立の農業公園「丹後あじわいの郷」としてオープン。公園内には観光名所として旧弥栄町が「丹後王国タワー」を建設した。
「丹後あじわいの郷」時代には入園料（大人：500円、子供：200円）を徴収していたが、2015年（平成27年）に丹後王国「食のみやこ」としてリニューアルオープンし駅名を改称。同時に入園料を廃止して無料化、敷地面積34ha（甲子園球場8個分）で西日本では最大級の道の駅となった。また、リニューアル時にパソナグループと地元の企業が共同出資した株式会社丹後王国が施設の運営主体となっている。なお、株式会社丹後王国は2020年（令和2年）に事業終了・精算され、現在は一般財団法人丹後王国食のみやこ（製造・流通等は株式会社丹後王国ブルワリー（パソナグループ））が運営している。
なお、旧弥栄町時代から立地している「丹後王国タワー」は2004年（平成16年）の台風23号によりガラスが割れるなどの被害を受け、京丹後市発足後も修繕が行われず廃墟化していた。京丹後市はタワーを撤去し跡地にスケートパークの整備を計画したが、2022年（令和4年）の京丹後市議会3月定例会で議案が否決され白紙となり、今後の計画は未定となっている。

## 沿革
- 2003年（平成15年）8月8日 - 道の駅に登録される（当初の登録名は「道の駅丹後あじわいの郷」）。
- 2006年（平成18年） - 道の駅丹後あじわいの郷が恋人の聖地として認定される[9]。
- 2015年（平成27年）
  - 1月30日 - 重点道の駅候補に選定される[10]。
  - 4月19日 - 再オープンに合わせて、駅名を「丹後王国「食のみやこ」」に改称[5][11]。
- 2016年（平成28年）1月27日 - 国土交通省により平成27年度重点「道の駅」に選定される[12]。
- 2017年（平成29年）6月1日 - WILLER TRAINSと共同で貨客混載事業を開始（地域振興と地域活性化が目的、全国初の事業）[6][7]。
- 2021年（令和3年）12月16日 - 西日本の道の駅では初めてとなるグランピング施設が開業[3]。

## 施設
テナント・営業時間など施設の詳細は、公式サイトの施設案内・園内マップを参照。
- 駐車場
  - 普通車 534台
  - 大型車 21台
  - 身障者用 5台
- トイレ
  - 男 大・小6
  - 女 6
  - 身障者用 1
- ホテル丹後王国 - グランピング施設はホテルの宿泊プランとして提供されている[3]。
- 道の駅観光案内所（メインゲート）
- 丹後匠庵（丹後王国直営の売店、メインゲート）
- レストラン・テイクアウト専門店
- 売店
- 芝生広場

### 管理団体
- 設置者：京都府
- 運営者：一般財団法人丹後王国食のみやこ[5][8][13]

## 所在地
道の駅丹後王国「食のみやこ」
- 京都府京丹後市弥栄町鳥取123番地

アンテナショップ
- Seaside Bar：京都府宮津市字文殊314番地の2（天橋立駅構内）
- 丹後TABLE：京都府京都市下京区東魚屋町197番地（錦市場商店街内）[13]
- お食事処 御食国（みけつくに）：東京都千代田区大手町二丁目6番2号 JOB HUB SQUARE 地下1階（2022年に閉店）

いずれも道の駅を運営する株式会社丹後王国ブルワリーが運営している。

## 休館日
- 毎週火曜日（これ以外にも別途休日設定日あり）

## アクセス
- 京都府道53号網野岩滝線 - 登録路線

自動車
- 山陰近畿自動車道京丹後大宮ICより20分。
- 山陰近畿自動車道与謝天橋立ICより30分。

鉄道
- WILLER TRAINS（京都丹後鉄道）宮津線（宮豊線） 峰山駅からタクシーで約10分。
  - 峰山駅は、当道の駅の最寄り駅となっており、前述の貨客混載は峰山駅 - 久美浜駅間で行っている[6][7]。

## 周辺
- フルーツ王国やさか
- 遠所遺跡
- 弥栄あしぎぬ温泉